# Johann Georg Ebeling
Johann Georg Ebeling (* 8. Juli 1637 in Lüneburg; † 4. Dezember 1676 in Stettin) war ein deutscher Komponist. Er gilt neben Johann Crüger als der wichtigste Komponist der Lieder Paul Gerhardts.

## Leben und Leistungen

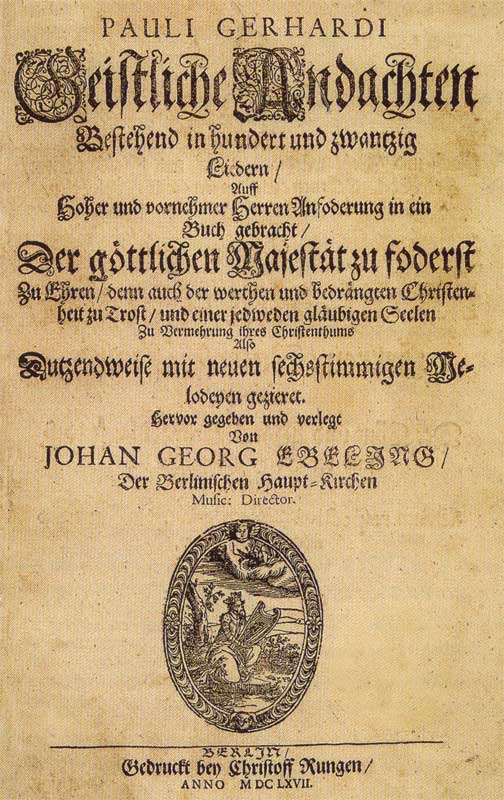
Titelblatt von Pauli Gerhardi Geistliche Andachten, 1667

Der Sohn eines Buchhändlers besuchte das Johanneum in Lüneburg. Bereits während seines Studiums der Theologie an der Universität Helmstedt fand er in Herzog Christian Ludwig (Braunschweig-Lüneburg) einen Förderer seiner musikalischen Talente. Nach seinem Mitwirken am Collegium Musicum in Hamburg begab er sich 1662 nach Berlin, wo er die Stellung des Kantors an der Kirche St. Nikolai übernahm; in dieser Eigenschaft trat er die Nachfolge Johann Crügers an. Gleichzeitig war er als Lehrer am Gymnasium zum Grauen Kloster tätig. Zu dieser Zeit wirkte Paul Gerhardt als Diakon an der Nikolaikirche.
Im Jahre 1668 begab er sich nach Stettin, wo ihm der schwedisch-pommersche Kanzler und Kurator Heinrich Coelestin von Sternbach eine Stelle angeboten hatte. Hier wurde er am 6. Februar 1668 durch den Rektor Andreas Gottfried Ammon als Professor musices am dortigen Gymnasium Carolinum eingeführt. Zugleich leitete er als Kantor einen Chor an der Stettiner Marienkirche, mit dem er auch regelmäßig in der Schlosskirche auftreten musste. Mehrfach beklagte er sich über verspätete oder unvollständige Gehaltszahlungen, die 1676 bedingt durch den Schwedisch-Brandenburgischen Krieg sogar ganz ausblieben.
Johann Georg Ebeling war dreimal verheiratet. Seine erste Frau, Maria Katharina Bolmeier, die er in Berlin geheiratet hatte, gebar ihm fünf Kinder. Sie starb im Februar 1671. Er heiratete 1673 Sophia Elisabeth Pahl aus Stettin, die im Januar 1675 nach der Geburt einer Tochter verstarb. Am 2. Juni 1676 heiratete er Sophia Kuetz, die Tochter des Kantors der Stettiner Ratsschule. Im November desselben Jahres erkrankten beide Eheleute. Seine Frau starb am 2. Dezember 1676, Johann Georg Ebeling zwei Tage nach ihr. Beide wurden in der Marienkirche beigesetzt.
Ebeling gilt als bedeutender Herausgeber und Komponist der Lieder Paul Gerhardts. So hat er 1667 120 Lieder von Gerhardt herausgegeben, die er größtenteils mit neuen Melodien versah. 26 Stücke wurden durch ihn erstmals vertont. Daneben sind von ihm einige Kantaten erhalten.

## Werke
- Pauli Gerhardi Geistliche Andachten. 10 Hefte, Frankfurt (Oder) und Berlin 1666/1667.
- Pauli Gerhardi Geistliche Andachten Bestehend in hundert und zwanzig Liedern. Stettin 1670.
- Archaeologiae Orphicae, sive antiquitates musicae. Stettin 1657.